# 28년

## 연호
- 후한(後漢) 건무(建武) 4년

## 기년
- 후한(後漢) 광무제(光武帝) 4년
- 신라(新羅) 유리 이사금(儒理泥師今) 5년
- 고구려(高句麗) 대무신왕(大武神王) 11년
- 백제(百濟) 온조왕(溫祚王) 46년 / 다루왕(多婁王) 원년

## 사건
- 한이 고구려 침입.
- 백제, 건국 시조 온조왕 세상을 떠남. 다루왕 왕의 자리에 오름.